# HD 72954
HD 72954，又名CD-32 5465，SAO 199388、HR 3397，是一颗恒星，视星等为6.43，位于銀經253.37，銀緯4.61，其B1900.0坐标为赤經8h 30m 31.5s，赤緯-32° 4.61′ 4″。